# Mộc nhĩ trắng
Mộc nhĩ trắng (danh pháp khoa học: Tremella fuciformis), hay gọi là nấm tuyết nhĩ, ngân nhĩ hay nấm tuyết, là một loài nấm được sử dụng trong ẩm thực của một số nước châu Á như Trung Quốc, Việt Nam. Tại Trung Quốc, nó được gọi là 银耳 (ngân nhĩ) hay 白木耳 (bạch mộc nhĩ), và trong tiếng Nhật là shiro kikurage.
Loại mộc nhĩ này mọc trên thân cây và có màu trắng nhạt trong mờ.
Sản phẩm được bán trong dạng sấy khô và cần ngâm nước trước khi dùng. Nó được sử dụng trong cả các món ăn mặn và món ăn ngọt. Nó không có mùi vị gì nhưng được sử dụng và đánh giá cao nhờ kết cấu giống như thạch cũng như một số tính chất bổ dưỡng.

## Thành phần dinh dưỡng
- Vitamin: A, B1, B2, B3, B5, B6, B9, B12, C, D, Carotene.
- Chất dinh dưỡng: protein, chất béo, cacbohydrate.
- Khoáng chất: Calci, Phosphor, Kẽm, Đồng,Kali, Natri, Selen, Magne.
- Năng lượng: 200 kcal.
- Chất xơ: 33,7g.

## Liên kết
- Mộc nhĩ trắng
- Mộc nhĩ trắng Lưu trữ ngày 21 tháng 4 năm 2005 tại Wayback Machine